# نظام‌الدین بزرگ‌زاده
نظام‌الدین بزرگ‌زاده سیاست‌مدار ایرانی بود، که در دوره بیست و چهارم مجلس شورای ملی بعنوان نماینده بابل از استان مازندران در مجلس شورای ملی حضور داشت.